# Кубок Білорусі з футболу 2020—2021
Кубок Білорусі з футболу 2020–2021 — 30-й розіграш кубкового футбольного турніру в Білорусі. Титул вдруге поспіль БАТЕ.

## Календар
| Раунд        | Дата                        | Кількість матчів | Кількість клубів |
| ------------ | --------------------------- | ---------------- | ---------------- |
| Перший раунд | 16 травня 2020              | 9                | 56 → 47          |
| Другий раунд | 6 червня 2020               | 15               | 47 → 32          |
| 1/16 фіналу  | 28 серпня - 30 вересня 2020 | 16               | 32 → 16          |
| 1/8 фіналу   | 2 жовтня - 5 грудня 2020    | 8                | 16 → 8           |
| 1/4 фіналу   | 6 березня/6-7 квітня 2021   | 8                | 8 → 4            |
| 1/2 фіналу   | 21 квітня/5 травня 2021     | 4                | 4 → 2            |
| Фінал        | 23 травня 2021              | 1                | 2 → 1            |

## Перший раунд
| Команда 1                   | Рахунок       | Команда 2                     |
| --------------------------- | ------------- | ----------------------------- |
| 16 травня 2020              |               |                               |
| Монтажник (Мозир) (А)       | 1:1 пен. 4:5  | Стенлес (Пінськ) (3)          |
| Осиповичі (3)               | 3:1           | Альфа (Мінськ) (А)            |
| Чайка (Зельва) (3)          | 0:4           | СМІ Автотранс (Смолевичі) (3) |
| Полоцьк (3)                 | 2:2 пен. 10:9 | Молодечно (3)                 |
| Нова Прип'ять (Ольшани) (А) | 4:2           | Дніпро (Рогачов) (3)          |
| Строїтель (Копиль) (А)      | 2:1           | Івацевичі (3)                 |
| Спарта (Волковиск) (А)      | 1:4 дч        | Барановичі (3)                |
| Спартак (Шклов) (А)         | 2:0           | Вікторія (Мар'їна Горка) (3)  |
| БДУ (Мінськ) (3)            | 3:1           | Жлобин (А)                    |

## Другий раунд
| Команда 1                     | Рахунок | Команда 2                |
| ----------------------------- | ------- | ------------------------ |
| 6 червня 2020                 |         |                          |
| Паперпрам (Гомель) (3)        | 0:6     | Дніпро (Могильов) (2)    |
| Осиповичі (3)                 | 1:3     | Супутник (Річиця) (2)    |
| Полоцьк (3)                   | 1:3     | Хімік (Світлогорськ) (2) |
| Горки (3)                     | 0:3     | Ошмяни (2)               |
| Нова Прип'ять (Ольшани) (А)   | 0:3     | Хвиля (Пінськ) (2)       |
| Барановичі (3)                | 1:0     | Сморгонь (2)             |
| Енергетик-БГАТУ (3)           | 2:6     | Островець (3)            |
| Кронон (Столбці) (3)          | 0:6     | Граніт (Мікашевичі) (2)  |
| СМІ Автотранс (Смолевичі) (3) | 2:5     | Слонім-2017 (2)          |
| Строїтель (Копиль) (А)        | 1:3     | Орша (2)                 |
| БДУ (Мінськ) (3)              | 0:5     | Гомель (2)               |
| Стенлес (Пінськ) (3)          | 0:1     | Арсенал (Дзержинськ) (2) |
| Перший Регіон (Ковердяки) (3) | 0:15    | Локомотив (Гомель) (2)   |
| Спартак (Шклов) (А)           | 0:4     | Нафтан (2)               |

## 1/16 фіналу
| Команда 1                  | Рахунок  | Команда 2       |
| -------------------------- | -------- | --------------- |
| 28 серпня 2020             |          |                 |
| Арсенал (Дзержинськ) (2)   | 4:1 (дч) | Смолевичі       |
| Орша (2)                   | 1:6      | Енергетик-БДУ   |
| Дніпро (Могильов) (3)      | 1:2      | Іслоч           |
| 29 серпня 2020             |          |                 |
| Нафтан (2)                 | 0:2      | Городея         |
| Хімік (Світлогорськ) (2)   | 0:3      | Рух (Берестя)   |
| Барановичі (3)             | 0:6      | Вітебськ        |
| Локомотив (Гомель) (2)     | 0:2      | Слуцьк          |
| Граніт (Мікашевичі) (2)    | 0:5      | БАТЕ            |
| Хвиля (Пінськ) (2)         | 0:4      | Славія-Мозир    |
| 30 серпня 2020             |          |                 |
| Супутник (Річиця) (2)      | 3:2 дч   | Білшина         |
| Гомель (2)                 | 1:4      | Шахтар          |
| Ошмяни (2)                 | 0:5      | Торпедо-БелАЗ   |
| Меліоратор (Житковичі) (3) | 0:3      | Динамо-Берестя  |
| 1 вересня 2020             |          |                 |
| Крумкачи (2)               | 2:0      | Динамо (Мінськ) |
| 5 вересня 2020             |          |                 |
| Островець (3)              | 0:3      | Мінськ          |
| 30 вересня 2020            |          |                 |
| Слонім-2017 (2)            | 1:3      | Німан           |

## 1/8 фіналу
| Команда 1             | Рахунок | Команда 2                |
| --------------------- | ------- | ------------------------ |
| 2 жовтня 2020         |         |                          |
| Слуцьк                | 1:4     | Шахтар                   |
| Супутник (Річиця) (2) | 1:4     | Торпедо-БелАЗ            |
| 3 жовтня 2020         |         |                          |
| Крумкачи (2)          | 0:4     | Іслоч                    |
| Городея               | 0:3     | Арсенал (Дзержинськ) (2) |
| Рух (Берестя)         | 0:3     | Мінськ                   |
| 4 жовтня 2020         |         |                          |
| Енергетик-БДУ         | 0:1     | Вітебськ                 |
| Славія-Мозир          | 0:2     | Німан                    |
| 5 грудня 2020         |         |                          |
| БАТЕ                  | 4:2     | Динамо-Берестя           |

## 1/4 фіналу
| Команда 1               | Заг.    | Команда 2                | 1-й матч | 2-й матч |
| ----------------------- | ------- | ------------------------ | -------- | -------- |
| 6 березня/6 квітня 2021 |         |                          |          |          |
| Торпедо-БелАЗ           | 3:0     | Арсенал (Дзержинськ) (2) | 3:0      | 0:0      |
| Мінськ                  | 1:1 (ч) | Іслоч                    | 1:1      | 0:0      |
| 6 березня/7 квітня 2021 |         |                          |          |          |
| БАТЕ                    | 5:3     | Вітебськ                 | 2:1      | 3:2      |
| Шахтар                  | 4:2     | Німан                    | 3:0      | 1:2      |

## 1/2 фіналу
| Команда 1               | Заг. | Команда 2     | 1-й матч | 2-й матч |
| ----------------------- | ---- | ------------- | -------- | -------- |
| 21 квітня/5 травня 2021 |      |               |          |          |
| Шахтар                  | 1:2  | Іслоч         | 1:0      | 0:2      |
| БАТЕ                    | 5:2  | Торпедо-БелАЗ | 4:1      | 1:1      |

## Фінал
| 23 травня 2021 19:00 (EEST) |

| БАТЕ                 | 2:1      | Іслоч            |
| -------------------- | -------- | ---------------- |
| Драгун 31' Рибак 77' | Протокол | Комаровський 59' |

| Центральний стадіон, Гомель Глядачів: 6 253 Арбітр: Сергій Стецурін |